# Svatoslav, Brno-venkov
Svatoslav là một làng thuộc huyện Brno-venkov, vùng Jihomoravský, Cộng hòa Séc.